# Coussapoa macerrima
Coussapoa macerrima là loài thực vật có hoa trong họ Tầm ma. Loài này được Standl. & L.O.Williams ex Akkermans & C.C.Berg mô tả khoa học đầu tiên năm 1982.